# Erosion (Bildverarbeitung)
Erosion (von lateinisch erodere ‚abnagen‘) ist eine Basisoperation der morphologischen Bildverarbeitung.

## Binärbildverarbeitung

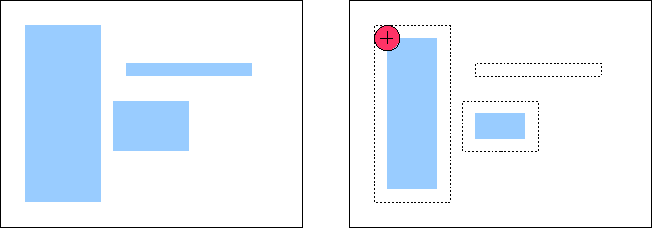
Erosion eines Bildes mit einem Kreis als strukturierendem Element.

Die Grundoperation Erosion wird mit Hilfe einer Strukturmaske realisiert. Die Strukturmaske ist eine kleine Teilmenge des Gesamtbildes, die zum Prüfen des zu untersuchenden Bildes benutzt wird. Für jede Maske wird ein Bezugspunkt definiert, welcher das Platzieren der Maske an einer bestimmten Pixelposition erlaubt. Die eigentliche Operation besteht aus der pixelweisen Verschiebung der Strukturmaske über das Gesamtbild.
Es wird geprüft:
Passt das strukturierende Element vollständig in die Menge?
Kann die Frage mit ja beantwortet werden, so gehört das Pixel des Bildes an der Stelle, an der sich der Bezugspunkt der Strukturmaske befindet, zur erodierten Menge.
Die morphologische Erosion mit {\displaystyle A} als Bild und {\displaystyle X} als strukturierendem Element wird wie folgt notiert: {\displaystyle A\ominus X}
Ein Binärbild {\displaystyle A} wird definiert als Teilmenge des euklidischen Raums {\displaystyle \mathbb {R} ^{n}} oder des ganzzahligen Rasters {\displaystyle \mathbb {Z} ^{n}}. Im Folgenden steht {\displaystyle E} für einen euklidischen Raum oder ein ganzzahliges Raster. Das strukturierende Element {\displaystyle X} wird als Teilmenge von {\displaystyle \mathbb {R} ^{n}} betrachtet.
Die Erosion hat folgende Eigenschaften:
- Sie ist translationsinvariant.

- {\displaystyle A\subseteq B\Rightarrow A\ominus X\subseteq B\ominus X}; d. h. die Ordnungsstruktur des Verbandes bleibt durch die Operation erhalten.
- {\displaystyle (A\ominus B)\oplus C=A\ominus (B\oplus C)}, wobei der Operator {\displaystyle \oplus } die Dilatation bezeichnet.
- Sie ist distributiv für Schnittmengen.

Ein Binärbild {\displaystyle A} wird definiert als Teilmenge des euklidischen Raums {\displaystyle \mathbb {R} ^{n}} oder des ganzzahligen Rasters {\displaystyle \mathbb {Z} ^{n}}. Die Grundidee der binären Morphologie besteht darin, ein Bild mit einer einfachen, vordefinierten Form zu untersuchen, um Rückschlüsse darauf zu ziehen, wie diese Form zu den Formen im Bild passt oder nicht. Diese einfache Form wird als strukturierendes Element bezeichnet und ist selbst ein binäres Bild, d. h. eine Teilmenge des Raums oder Rasters. Die Erosion des Binärbildes {\displaystyle A} mit dem strukturierenden Element {\displaystyle X} ist definiert durch: {\displaystyle A\ominus X=\{z\in E\mid X_{z}\subseteq A\}}, wobei {\displaystyle X_{z}} die Translation von {\displaystyle X} durch den Vektor {\displaystyle z} ist, d. h. es ist {\displaystyle X_{z}=\{b+z\mid b\in X\}}für alle {\displaystyle z\in E}. Wenn das strukturierende Element {\displaystyle X} einen Mittelpunkt hat, z. B eine Scheibe oder ein Quadrat, und dieser Mittelpunkt im Koordinatenursprung von {\displaystyle E} liegt, dann kann die Erosion von {\displaystyle A} durch {\displaystyle X} als der Ort der Punkte verstanden werden, die vom Mittelpunkt von {\displaystyle X} erreicht werden, wenn {\displaystyle X} sich innerhalb von {\displaystyle A} bewegt. Die Erosion kann auch definiert werden als {\displaystyle A\ominus X=\bigcap _{x\in X}A_{-x}}, wobei {\displaystyle A_{-x}} die Translation von {\displaystyle A} mit {\displaystyle -x} bezeichnet.

### Beispiel
Sei {\displaystyle A} die folgende 13x13-Matrix und {\displaystyle X} die folgende 3x3-Matrix:
```
    1 1 1 1 1 1 1 1 1 1 1 1 1
    1 1 1 1 1 1 0 1 1 1 1 1 1
    1 1 1 1 1 1 1 1 1 1 1 1 1
    1 1 1 1 1 1 1 1 1 1 1 1 1
    1 1 1 1 1 1 1 1 1 1 1 1 1
    1 1 1 1 1 1 1 1 1 1 1 1 1               1 1 1
    1 1 1 1 1 1 1 1 1 1 1 1 1               1 1 1
    1 1 1 1 1 1 1 1 1 1 1 1 1               1 1 1
    1 1 1 1 1 1 1 1 1 1 1 1 1
    1 1 1 1 1 1 1 1 1 1 1 1 1
    1 1 1 1 1 1 1 1 1 1 1 1 1
    1 1 1 1 1 1 1 1 1 1 1 1 1
    1 1 1 1 1 1 1 1 1 1 1 1 1
```

Unter der Annahme, dass der Koordinatenursprung {\displaystyle X} in seiner Mitte liegt, überlagern Sie für jedes Pixel in {\displaystyle A} den Koordinatenursprung von {\displaystyle X}, wenn {\displaystyle X} vollständig in {\displaystyle A} enthalten ist, wird das Pixel beibehalten, andernfalls gelöscht. Daher ist die Erosion von {\displaystyle A} durch {\displaystyle X} durch folgende 13x13-Matrix gegeben:
```
    0 0 0 0 0 0 0 0 0 0 0 0 0
    0 1 1 1 1 0 0 0 1 1 1 1 0
    0 1 1 1 1 0 0 0 1 1 1 1 0
    0 1 1 1 1 1 1 1 1 1 1 1 0
    0 1 1 1 1 1 1 1 1 1 1 1 0
    0 1 1 1 1 1 1 1 1 1 1 1 0
    0 1 1 1 1 1 1 1 1 1 1 1 0
    0 1 1 1 1 1 1 1 1 1 1 1 0
    0 1 1 1 1 1 1 1 1 1 1 1 0
    0 1 1 1 1 1 1 1 1 1 1 1 0
    0 1 1 1 1 1 1 1 1 1 1 1 0
    0 1 1 1 1 1 1 1 1 1 1 1 0
    0 0 0 0 0 0 0 0 0 0 0 0 0
```

Dies bedeutet, dass nur dann, wenn {\displaystyle X} vollständig in {\displaystyle A} enthalten ist, die Pixelwerte beibehalten werden, andernfalls wird es gelöscht oder erodiert.

## Grauwertbildverarbeitung
Auf einem Grauwertbild funktioniert die Erosion mit einem strukturierenden Element ähnlich einem Minimum-Filter. Dunkle Strukturen werden vergrößert, hellere verkleinert.
{\displaystyle (A\ominus X)(x,y)={\textrm {min}}\{A(x+s,y+t)-X(s,t)|(s,t)\epsilon D_{X}\}} wobei {\displaystyle D_{X}} den Definitionsbereich der Maske darstellt.

## Verallgemeinerung
Im Rahmen der Theorie der mathematischen Morphologie werden Bilder als Elemente eines Verbandes aufgefasst. So lässt sich auch die Erosion allgemein darstellen.
Ein Operator {\displaystyle \varepsilon } auf einem (vollständigen) Verband {\displaystyle V} heißt Erosion, wenn er bezüglich des Infimums invariant ist.
{\displaystyle \varepsilon \left(\bigwedge _{X_{i}\in V}X_{i}\right)=\bigwedge _{X_{i}\in V}\varepsilon \left(X_{i}\right)}
Anschaulich bedeutet das, dass man ein Bild in einzelne Strukturen zerlegen, diese jeweils erodieren und anschließend die Ergebnisbilder überlagern kann. Der Filter wirkt also auf jede Struktur unabhängig vom Kontext.
Der zur Erosion duale Operator ist die Dilatation.